# Esau Mwamwaya
Esau Mwamwaya est un chanteur du Malawi. Il est plus connu pour son duo  avec  RadioClit, un DJ et producteur de Londres. Leur collaboration a donné un album, The Very Best. Sa musique peut être décrite comme un mix afro-occidental entre danse, hip hop, pop et musique traditionnelle du Malawi.

## Biographie
Esau Mwamwaya est né au Malawi, à Mzuzu, mais il a grandi dans la capitale, Lilongwe, où il jouait des percussions dans différents groupes. Il a notamment joué avec Masaka Band and Evison Matafale.
En 1999 il s'installe à Londres, où il tient une boutique de meubles d'occasion. C'est ainsi qu'il vend un vélo au producteur du groupe Radioclit, Etienne Tron. Le studio de Radioclit était dans la même rue que la boutique de Esau, et il se lia d'amitié avec Etienne Tron et Johan Karlberg, alias Radioclit. 
En 2008, les trois hommes commencent un projet connu sous le nom de "The very Best". Il en sortira un mixtape lancé gratuitement sous  le label Greenowl
, et réalisé en collaboration avec d'autres groupes de la scène indépendante tels que M.I.A,, Vampire Weekend, Architecture in Helsinki, BLK JKS, Santigold and the Ruby Suns. Les chansons sont en Chichewa, la langue officielle du Malawi (avec l'anglais).
À partir du mixtape, The Very Best produisirent leur premier album, Warm Heart of Africa, lancé en numérique en août 2009 et en CD en octobre 2009, par Green Owl et Moshi Moshi, et dans lequel figurent des participations de Ezra Koenig et de M.I.A. (l'artiste).
The Very Best a aussi participé à un morceau du premier album de Crookers, Tons of Friends
Cet album a été nommé au 9e Annual Independent Music Awards, dans la catégorie World Beat song pour Warm Heart of Africa, auquel a participé Ezra Koenig du groupe Vampire Weekend. 
À l'occasion de cette nomination, Esau a décrit la musique de cet album comme un « désir de créer un nouveau genre de son Pop Highlife. Un peu crado mais enjoué et Pop. Ezra est un chanteur/compositeur extraordinaire : il a écrit l'accroche en une heure ou deux; Esau s'en est alors emparé pour improviser la mélodie. Après ça, il s'est posé pour y mettre les paroles. C'est comme ça qu'on travaille en général ».

## Discographie
- Esau Mwamwaya and Radioclit are the Very Best (2008)
- Warm Heart of Africa (2009)
- Super Mom (2011)